# Marken under hennes fötter
Marken under hennes fötter (engelsk originaltitel The Ground Beneath Her Feet) är en roman av Salman Rushdie utgiven 1999. 
Romanen utspelar sig i Indien, England och USA. Handlingen är inspirerad av myten om Orfeus och Eurydike. Berättarrösten tillhör en fotograf som återger historien om en framgångsrik fiktiv rockduo.